# Mega Shark versus Mecha Shark
Mega Shark Versus Mecha Shark (no Brasil: Mega Shark Contra Mecha Shark e em Portugal: Mega Tubarão vs.Mega Tubarão)é um filme do gênero Desastre e  Ação, lançado em 28 de janeiro de 2014 nos Estados Unidos. O filme é estrelado por Andrew Bongiorno, Elisabeth Röhm, Ozzie Devrish, Steve Hanks, Hannah Levien, Christopher Judge. O filme é uma sequência do filme de 2010 Mega Shark Vs. Crocossaurus mas contém pouco do elenco original do filme.

## Sinopse
Outro tubarão gigante ameaça a humanidade e o governo decide criar uma cópia do monstro animal em versão robótica, igual ou ainda maior do que o monstro. Com cidades e pessoas no caminho dos dois tubarões, eles devem lutar até a morte.